# Хойник (Вармінсько-Мазурське воєводство)
Хойник (пол. Chojnik, нім. Hagenau) — село в Польщі, у гміні Моронґ Острудського повіту Вармінсько-Мазурського воєводства.
Населення — 496 осіб (2011).
У 1975-1998 роках село належало до Ольштинського воєводства.

## Демографія
Демографічна структура станом на 31 березня 2011 року:
|          | Загалом | Допрацездатний вік | Працездатний вік | Постпрацездатний вік |
| -------- | ------- | ------------------ | ---------------- | -------------------- |
| Чоловіки | 258     | 58                 | 182              | 18                   |
| Жінки    | 238     | 49                 | 145              | 44                   |
| Разом    | 496     | 107                | 327              | 62                   |